# Il cane e l'osso
Il cane e l'osso è una favola scritta da Esopo, nel VI secolo a.C.

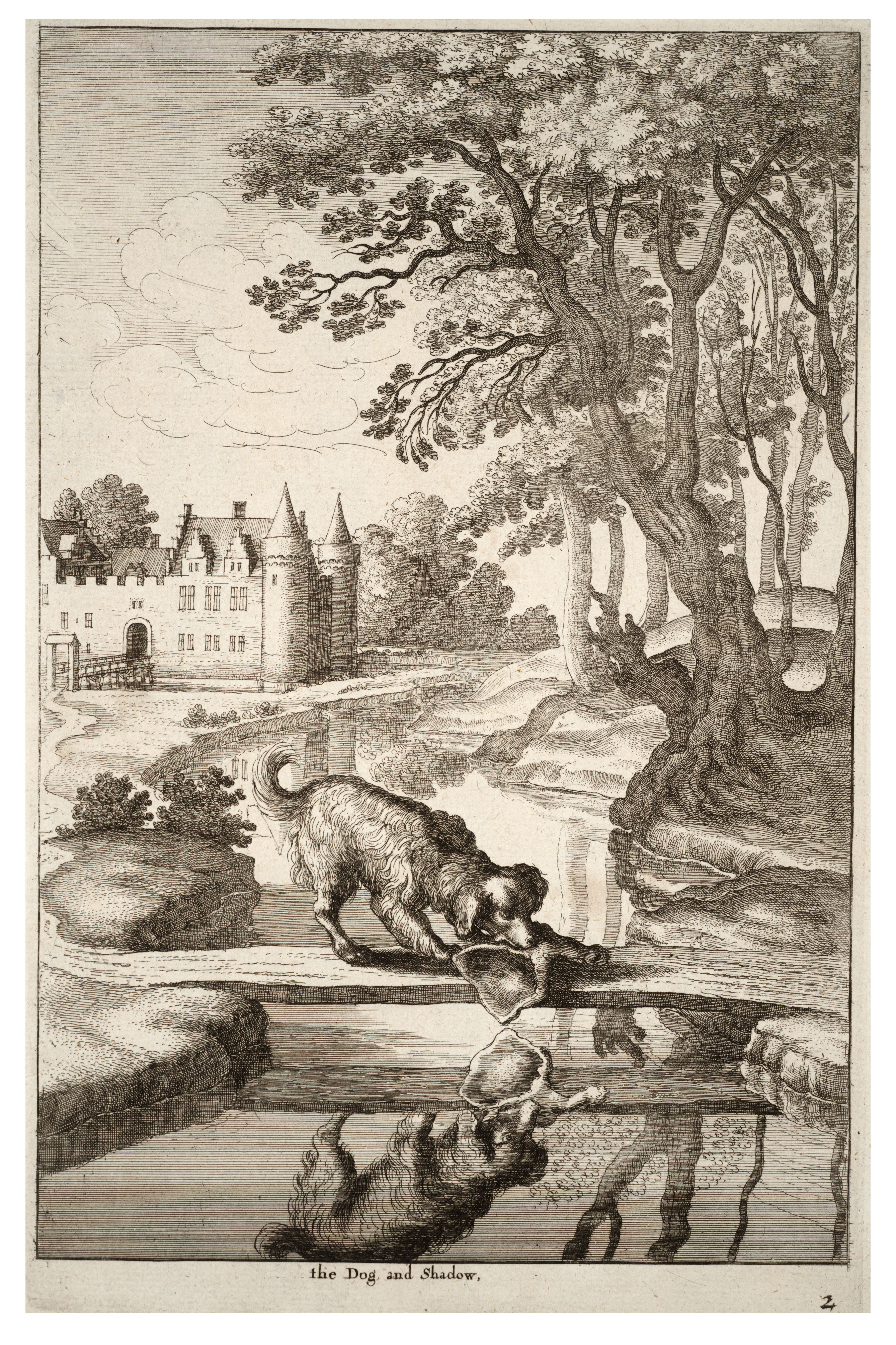
illustrazione della favola da un libro del XVIII secolo

La metafora del racconto tende a svilire la cupidigia e l'invidia, che portano a perdere anche ciò che già si possiede.

## Trama
Un cane con un osso in bocca attraversa un ponte su un fiume; fermandosi ad osservare l'acqua, vede riflessa la sua immagine e, credendo che si tratti di un altro cane uguale a lui con un altro osso in bocca, per avidità cerca di mordere l'immagine per accaparrarsi la proprietà altrui, perdendo così la sua nel fiume.